# Geestland
Geestland is een Duitse stad en zelfstandige gemeente in de Landkreis Cuxhaven in Nedersaksen. De stad ontstond op 1 januari 2015 uit de fusie van de Samtgemeinde Bederkesa en de stad Langen.  De naam is van de landschapsvorm geest afgeleid. In het zuiden grenst de stad aan de rivier Geeste.

## Geografie

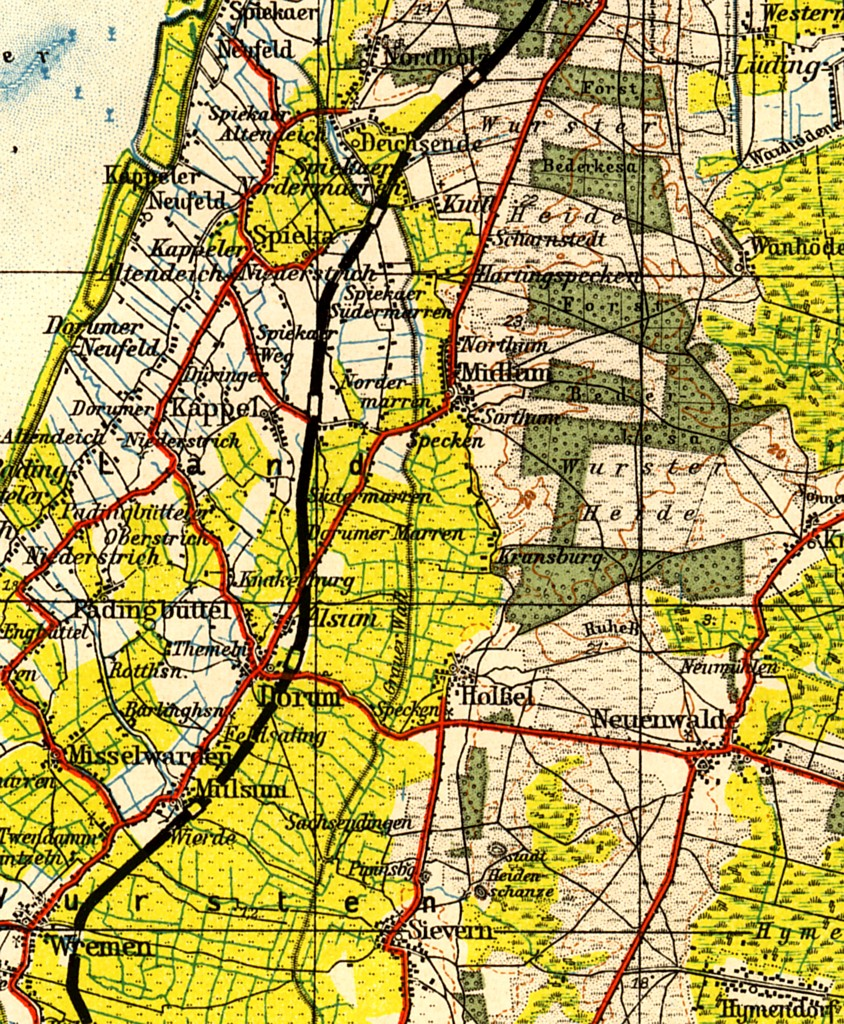
Wurster Heide op een kaart uit 1906 (Sievern ligt rechtsonder)

Aan de uiterste westrand van de gemeente ligt de rivier de Wezer, met daarachter polderland. Grote delen van de gemeente Geestland zijn venig laagland, dat slechts 1 tot 6 meter boven de zeespiegel ligt. 
In het noorden van de gemeente, vanaf Sievern, strekt zich een geestrug van ca. 20 meter hoog, 20 km lang (in noord<->zuid-richting) en 5 km breed uit, die veel gelijkenis vertoont met de Hondsrug in de Nederlandse provincie Drenthe. Deze draagt de naam Hohe Lieth of Wurster Heide.

Ligging van de Ortschaften in de gemeente Geestland
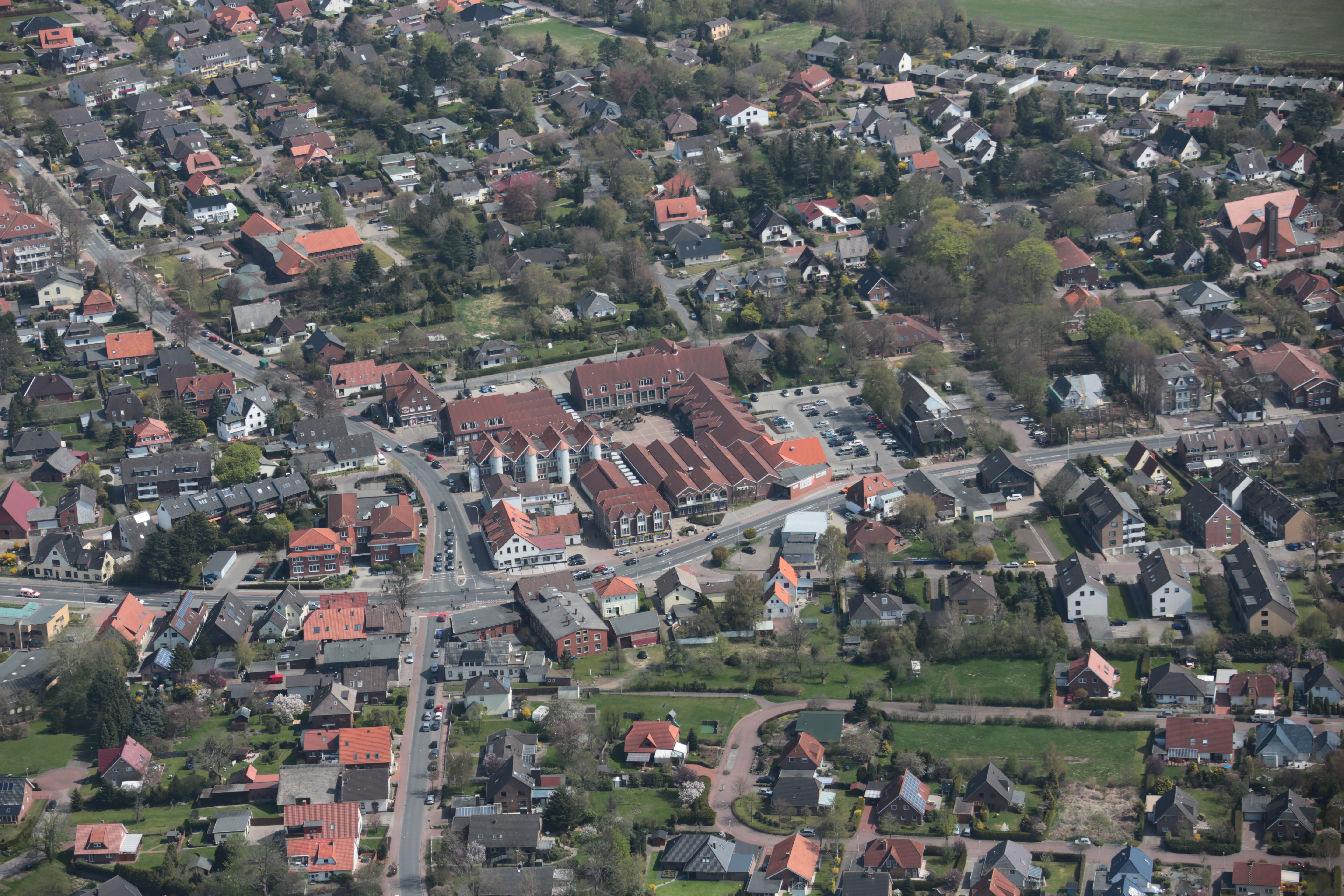
Het centrum van Langen, waar het stadhuis staat

### Indeling
De stad Geestland bestaat uit 16 Ortschaften:
- Bad Bederkesa[3]
- Debstedt
- Drangstedt
- Elmlohe
- Flögeln
- Holßel
- Hymendorf
- Imsum
- Köhlen
- Kührstedt
- Krempel
- Langen, met in 2017 ca. 11.500 inwoners
- Lintig
- Neuenwalde
- Ringstedt
- Sievern

Vooralsnog is het stadhuis in het centrum van Langen (Sieverner Straße 10, 27607 Geestland) samen met dat in Bad Bederkesa (Am Markt 8, 27624 Geestland) het stadhuis van de fusiegemeente Geestland. Op beide locaties kan men bijvoorbeeld aangifte van een geboorte of overlijden doen.

## Infrastructuur

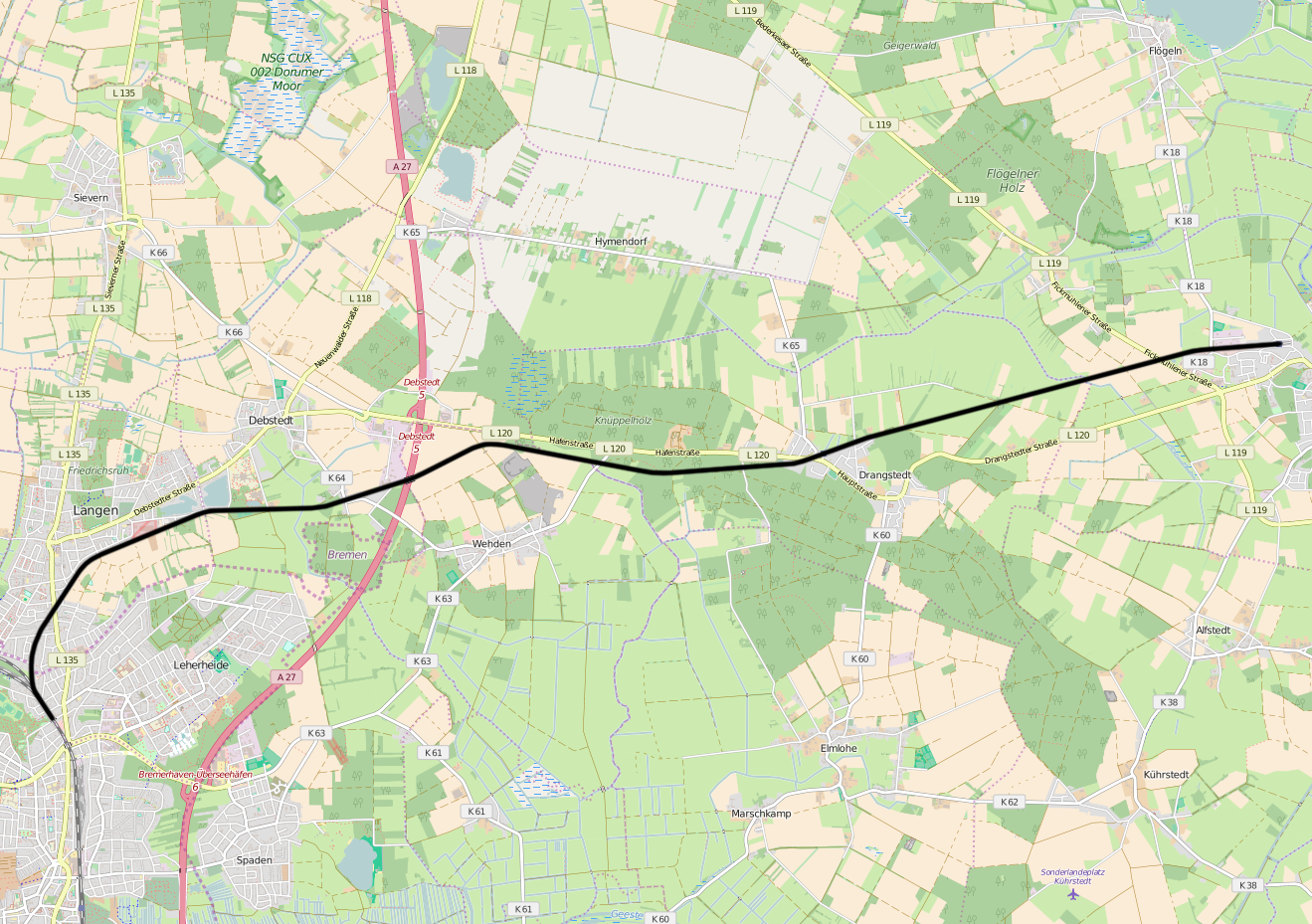
Kaart spoorlijn Bremerhaven-Bederkesa
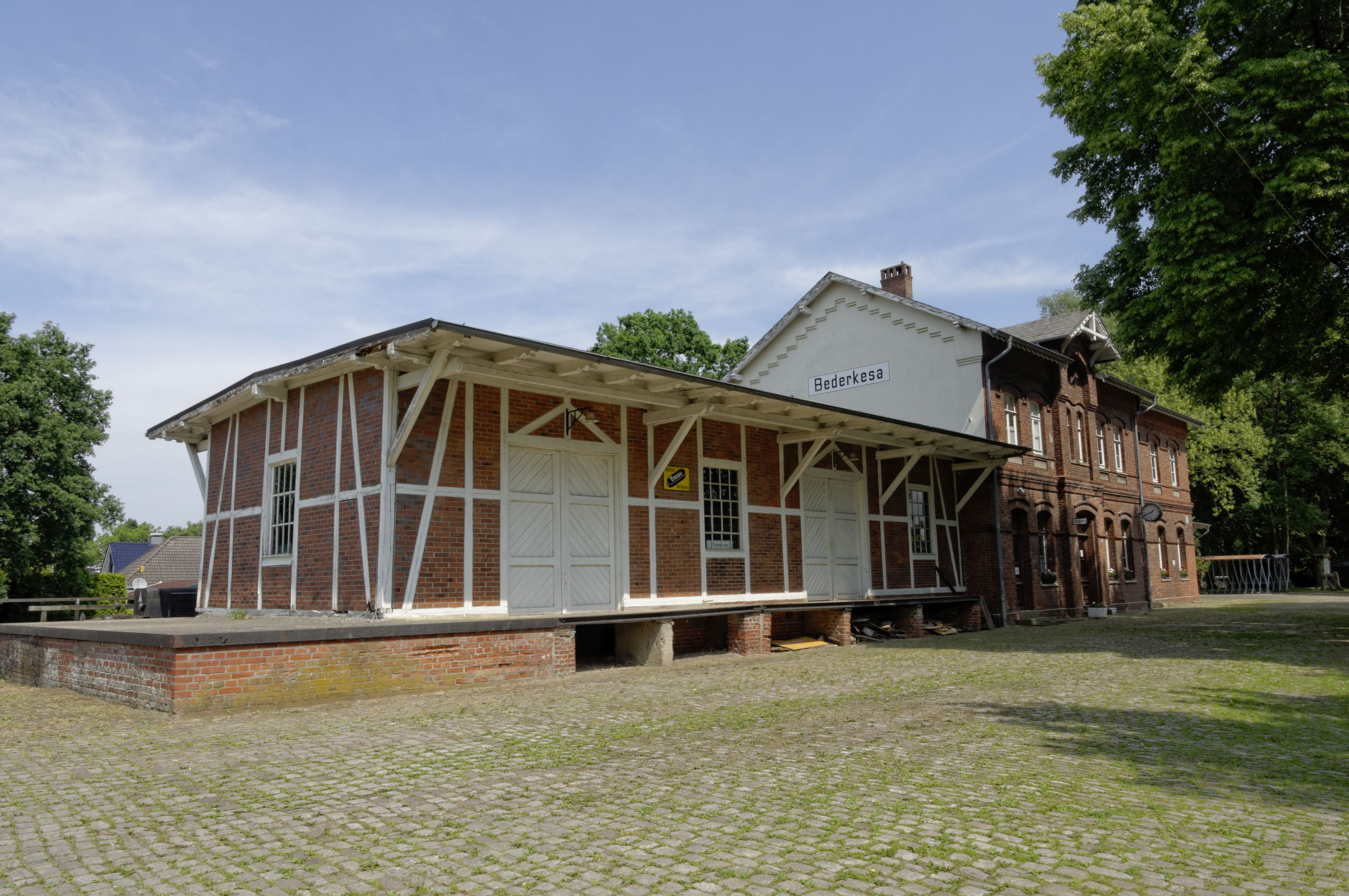
Station Bad Bederkesa
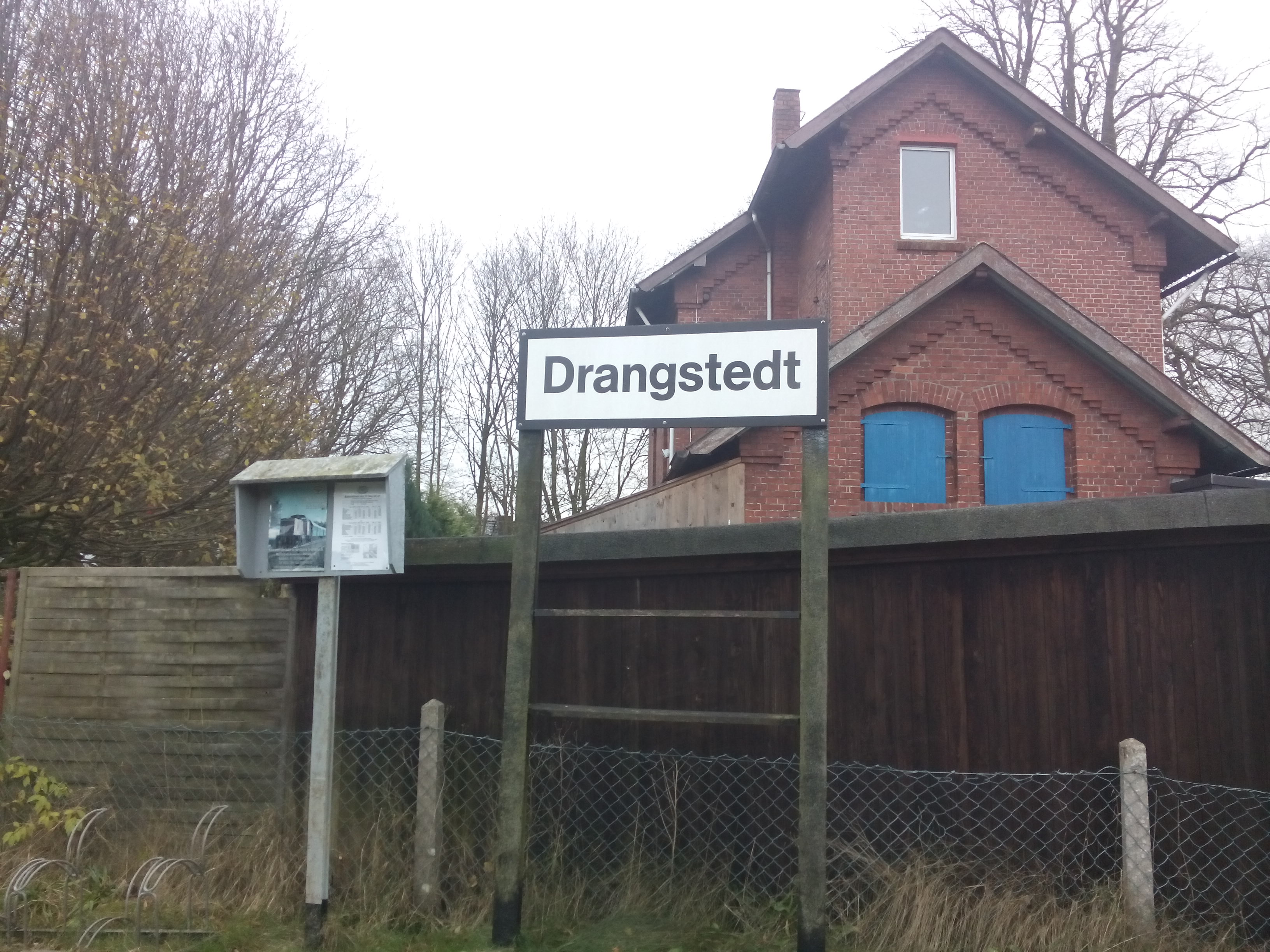
Stationnetje te Drangstedt aan de museumspoorlijn
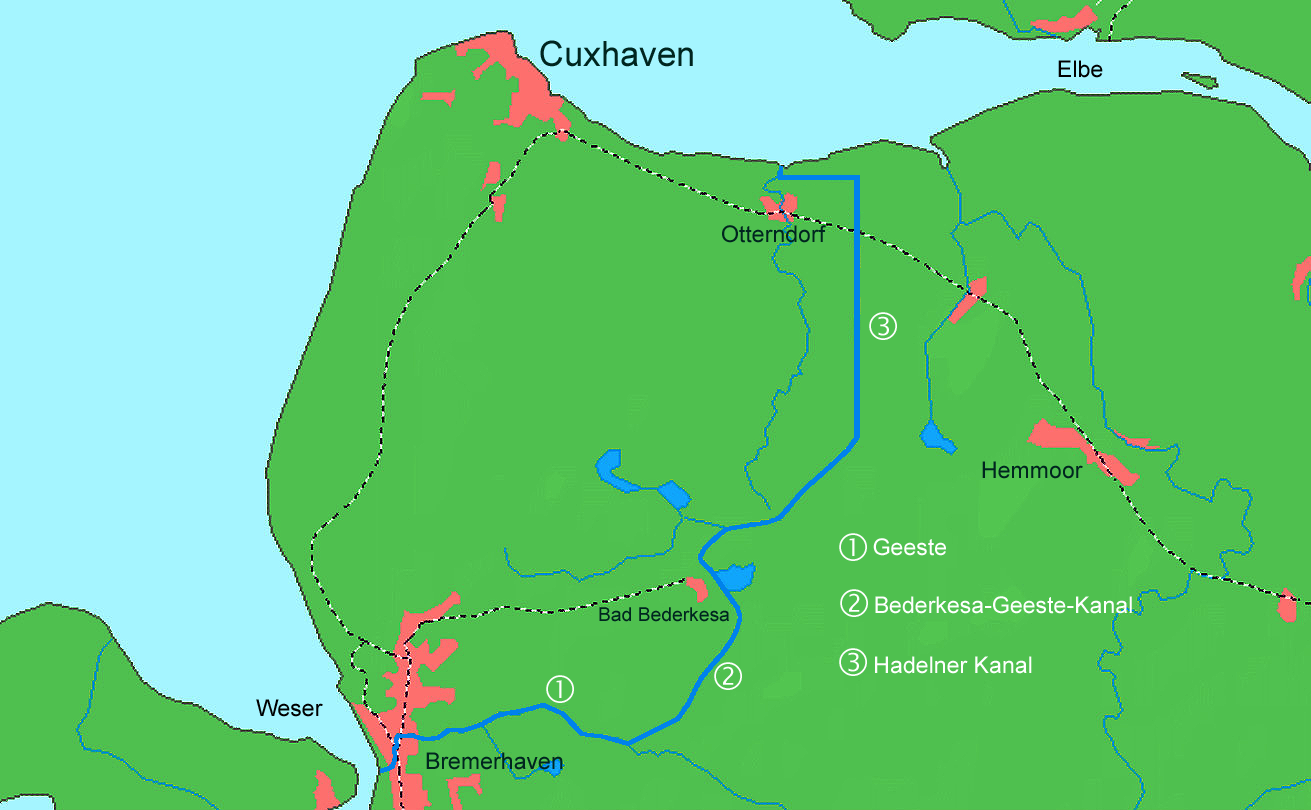
Oude Elbe-Wezer-scheepvaartroute
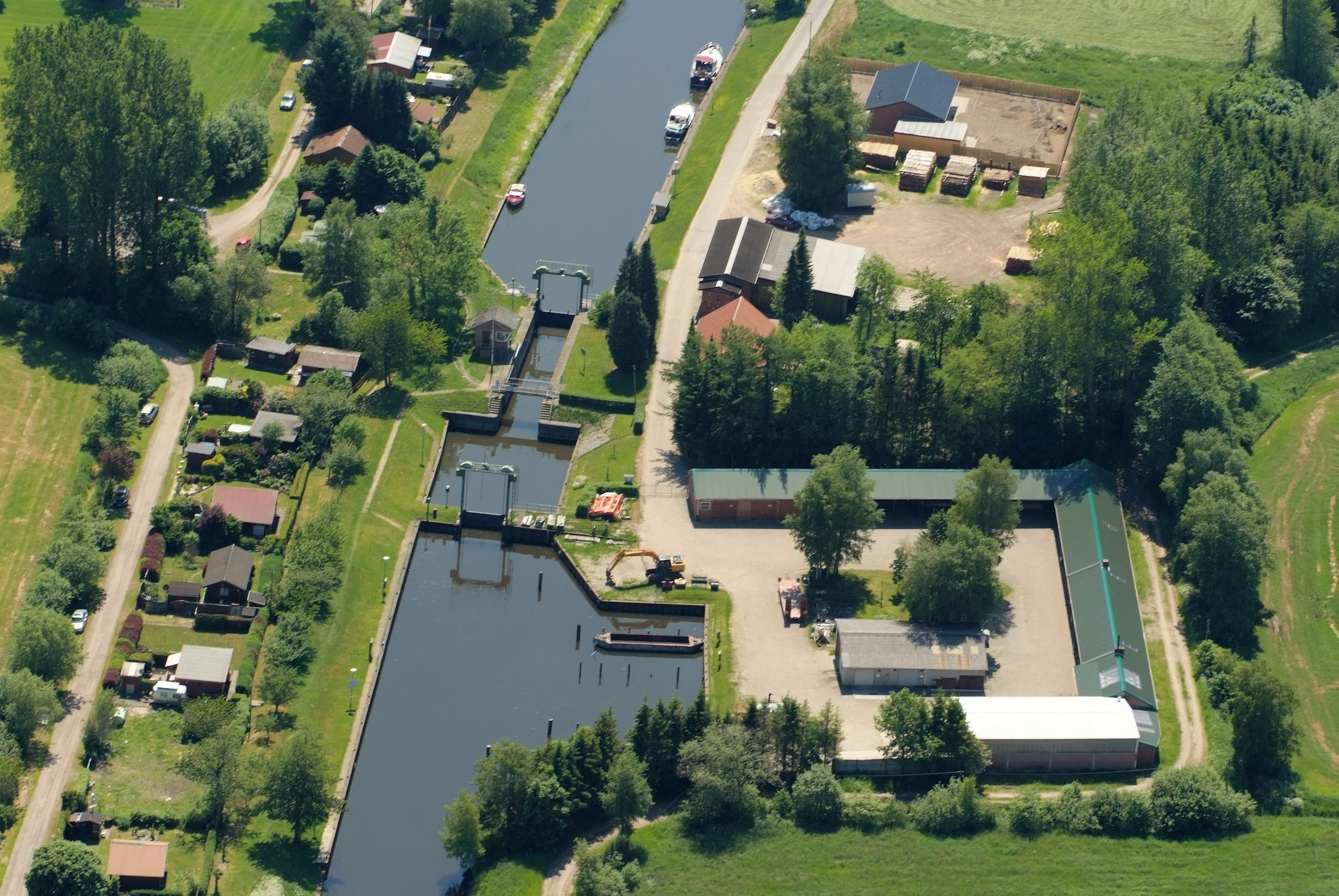
Sluis in het Bederkesa-Geeste-Kanaal bij Lintig

Door de gemeente loopt in noord<->zuid-richting de Autobahn A 27. Afrit 5 Debstedt van deze Autobahn komt hier uit op een west<->oost-verbinding, de L120 Langen- Debstedt- Drangstedt- Bad Bederkesa. Noordelijker ligt afrit 4 van deze Autobahn direct ten westen van Neuenwalde.
Openbaar-vervoerreizigers van, naar en door de gemeente zijn op streekbusverbindingen met o.a. Bremerhaven aangewezen; verder rijden er belbussen en schoolbussen.
Door de gemeente loopt een spoorlijn Bremerhaven-Bederkesa v.v., met stationnetjes te Langen, Debstedt en Drangstedt. Van 1896 tot 1968 reden over dit spoorlijntje vier passagierstreinen per dag in beide richtingen. Sinds 1990 is het een museumspoorlijn. In 2024 echter heeft de deelstaat Nedersaksen, in de tweede van vier selectiefases, een lijst van 14, in het verleden voor regulier treinverkeer opgeheven, spoorlijnen opgesteld, die voor reactivering in aanmerking komen; ook deze lijn staat op deze lijst. Een concreet tijdschema voor zo'n reactivering was ultimo 2024 nog niet opgesteld. Ook is niet vastgesteld, welke stations en spoorweghaltes eventueel voor reizigersverkeer heropend zullen worden.
Eén kilometer ten zuidwesten van Kührstedt ligt een klein vliegveld voor o.a. ultralight- en zweefvliegtuigjes. Deze Flugplatz Kührstedt-Bederkesa (ICAO-code: EDXZ) heeft een graspiste van 580 x 30 meter.
Door de gemeente loopt het Bederkesa-Geeste-Kanaal, een onderdeel van een oude Elbe-Wezer-scheepvaartroute. Het kanaal, met daarin t.b.v. de waterhuishouding enkele sluizen, is voor de moderne binnenscheepvaart te ondiep en te smal, maar wordt door de pleziervaart nog gebruikt.

## Economie
Langen en omgeving zijn voorsteden van Bremerhaven, waar veel wijken voor woonforensen staan. De oostelijke helft van de gemeente, rond Bad Bederkesa, een kuuroord, waar men als geneeskrachtig beschouwde modderbaden kan nemen, is meer op toerisme ingesteld; de meeste bezienswaardigheden zijn dan ook in dit deel van de gemeente te vinden. In het midden van de gemeente liggen nog enige dorpen, waar de landbouw en veeteelt overheersen.
De in de gemeente aanwezige bedrijfsterreinen zijn in gebruik bij ondernemingen, die in het algemeen kunnen worden beschouwd als midden- en kleinbedrijf van regionale of lokale betekenis. Langen beschikt over een Amtsgericht.

## Geschiedenis

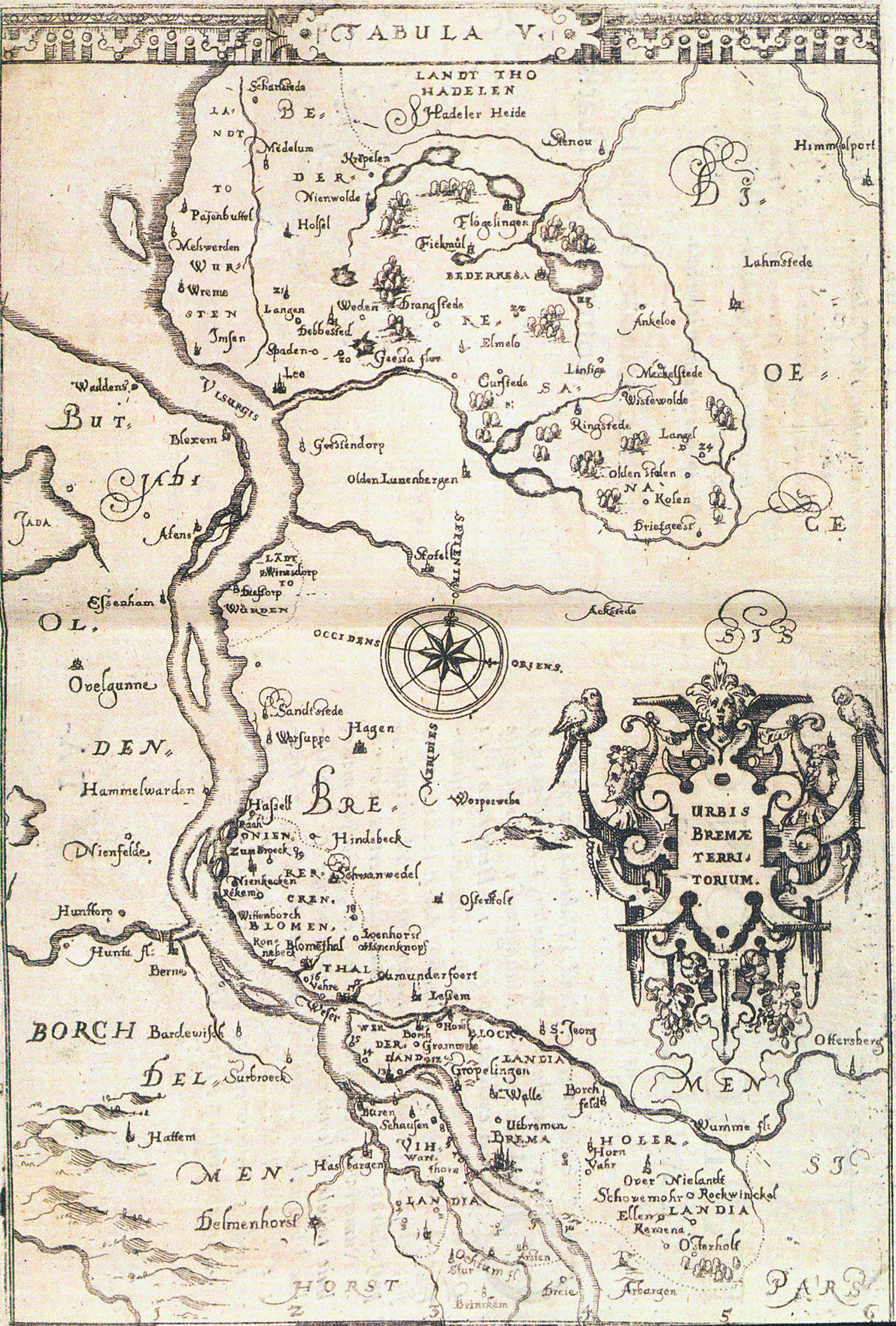
Kaart uit 1603 Prinsaartsbisdom en Stadsgebied Bremen. Links bovenaan Langen, rechts Bederkesa, bij het meer. Bremerhaven bestond nog niet.

Zie ook de artikelen over de 16 in de gemeente gelegen plaatsen.
Verspreid door de gemeente liggen belangrijke overblijfselen van sporen van verscheidene prehistorische en vroegmiddeleeuwse culturen. Aan het eind van de doodlopende steeg Am Dolmen in Langen staat een bosje, met daarin een hunebed, mogelijk van de Trechterbekercultuur (3500-2800 v.Chr.). De stenen werden in 1849 bij graafwerkzaamheden blootgelegd; of de huidige steenstapel een hunebed in originele staat is, wordt door veel geleerden sterk betwijfeld. Veel vondsten zijn gedaan rondom Flögeln, Lintig en vooral Sievern.
Omstreeks 1100 kwam het huidige gemeentegebied, waaronder ook een kasteel, Burg Bederkesa, onder het gezag van het Prinsaartsbisdom Bremen.
In de 16e eeuw werd het gebied door de Reformatie ten dele evangelisch-luthers en ten dele, evenals velen in de stad Bremen, calvinistisch. De gereformeerde theoloog Christoph Pezel had in Bremen veel invloed. Na de Vrede van Münster in 1648, die een eind maakte aan de Dertigjarige Oorlog, werd het gebied aan Zweden (Hertogdom Bremen-Verden) toegewezen. In Zweden was de evangelisch-lutherse gezindte staatsgodsdienst, wat één van de aanleidingen was tot twisten in Bremen-Verden, o.a. in het Amt Bederkesa, dat door Bremer troepen bezet was geweest. In de jaren tot 1654 moesten de Zweden soms met geweld de afspraken van 1648 afdwingen. De meeste mensen gingen uiteindelijk tot het lutheranisme (met een iets afwijkende catechismus) over. In Ringstedt, Holßel (sinds 1706 simultaankerk) en dichter bij Bremen, in Schwanewede bleven groepen christenen tot op de huidige dag evangelisch-gereformeerd; de in dit artikel genoemde kerkgebouwen in de gemeente Geestland zijn evangelisch-luthers, tenzij anders vermeld. Het gebied kwam in 1715 aan het Keurvorstendom Brunswijk-Lüneburg, van 1814-1866 aan het Koninkrijk Hannover en vanaf dat jaar aan Pruisen. Vanaf 1871 behoorden de plaatsen in Geestland tot het Duitse Keizerrijk.
Hymendorf is een langgerekte veenkolonie, die ontstond in 1829.
Langen wordt in 1139 voor het eerst in een document vermeld. Tot het begin van de 20e eeuw was het een onbelangrijk boerendorp, maar daarna groeide het mee met buurgemeente Bremerhaven tot een forensenplaats en voorstad daarvan. In de 19e eeuw bouwden scheepsmagnaten uit Bremen en Bremerhaven een landgoed bij Langen, Friedrichs-Ruh. Op 1 juli 1990 werd door de deelstaatsregering van Nedersaksen aan Langen stadsrecht toegekend.
Over de gemeente zijn verder nagenoeg geen historische feiten uit de periode van 1871 tot heden overgeleverd, die van meer dan plaatselijke betekenis zijn, ook niet over de Tweede Wereldoorlog.

## Bezienswaardigheden, toerisme
- Museumspoorlijn Bremerhaven-Bederkesa biedt liefhebbers in het zomerseizoen en in sommige weekends de mogelijkheid, toeristische ritten in historische stoomtreinen e.d. te maken. Het oude stationsgebouw van Bad Bederkesa (1896) staat onder monumentenzorg.
- Het 12e-eeuwse kasteel Burg Bederkesa, dat van 1381-1654 deel uitmaakte van de stad Bremen, van 1654-1712 behoorde tot Zweden (Bremen-Verden) en van 1712 tot aan de Napoleontische tijd tot het Keurvorstendom Brunswijk-Lüneburg, raakte na 1866 in particulier bezit, en raakte in verval. Omstreeks 1975 werd het gebouwencomplex door de regionale overheid opgekocht, gerestaureerd en ten dele herbouwd. Een in de 18e eeuw gesloopte vleugel werd ook herbouwd. Tot de belangrijke archeologische collectie van het museum, dat in het kasteel is gevestigd, behoren vondsten, die in de jaren 1960 gedaan zijn in de Feddersen-wierde bij Wremen.
- Ruim één kilometer ten westen van het dorp Imsum staat op een Warft bij de dijk van de Wezer de kerkruïne Ochsenturm. De toren is het restant van een in 1875 door blikseminslag verwoeste kerk. De evangelisch-lutherse kerkgemeente hiervan was gevestigd in buurdorp Weddewarden, tegenwoordig een stadsdeel van Bremerhaven. In dat dorp werd de nieuwe Sion-kerk gebouwd. De ruïne van de oude kerk werd overgenomen door het Duitse equivalent van Rijkswaterstaat, dat de toren beschouwt als belangrijk baken voor de scheepvaart. De toren kan in de zomer beklommen worden, en ligt aan de fietsroute Weserradweg.
- Rondom Bad Bederkesa liggen twee natuurreservaten: Fleckenshölzer en Holzurburg am Bederkesaer See, die uit verschillende bossen bestaan, en ook enig hoogveen. Eén van de bosjes ligt op een 33 m hoog heuveltje.
- Ten noordoosten van Bad Bederkesa, tussen deze bossen in, ligt een visrijk, 215 hectare groot en op veel plaatsen niet meer dan 1 à 1½ meter diep meer, de Bederkesaer See, met hengel-, watersport- en andere recreatiemogelijkheden. Ook ten noorden van Flögeln ligt een dergelijk meer, dat 155 hectare groot is.
- Direct ten noorden van het kasteel Burg Bederkesa, en niet ver ten westen van het meer, staat de Moor-Therme, het kuurcentrum van Bad Bederkesa, met o.a. een sauna, wellness-faciliteiten, mogelijkheid tot het nemen van modderbaden e.d..

## Afbeeldingen

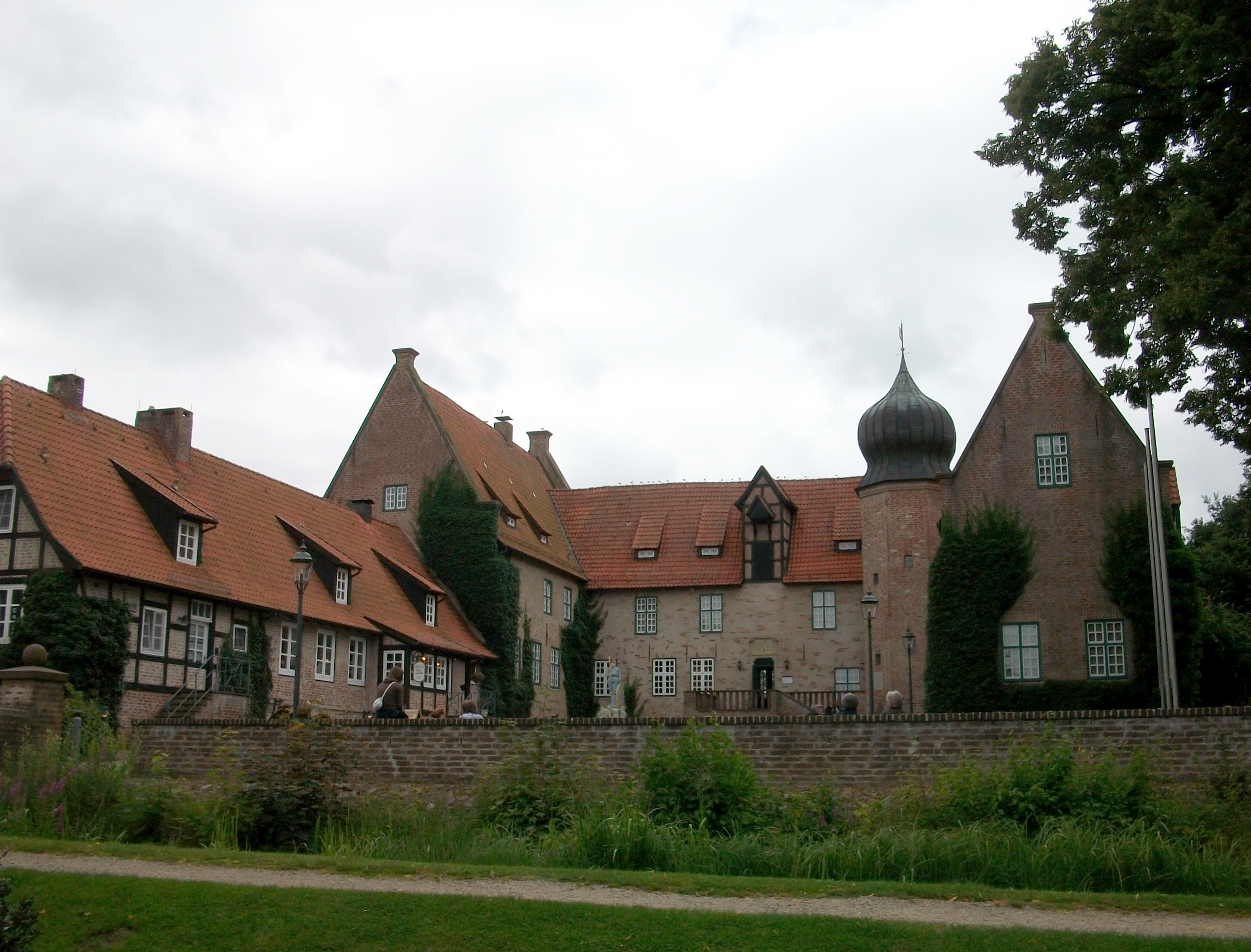
Kasteel Burg Bederkesa met archeologisch museum
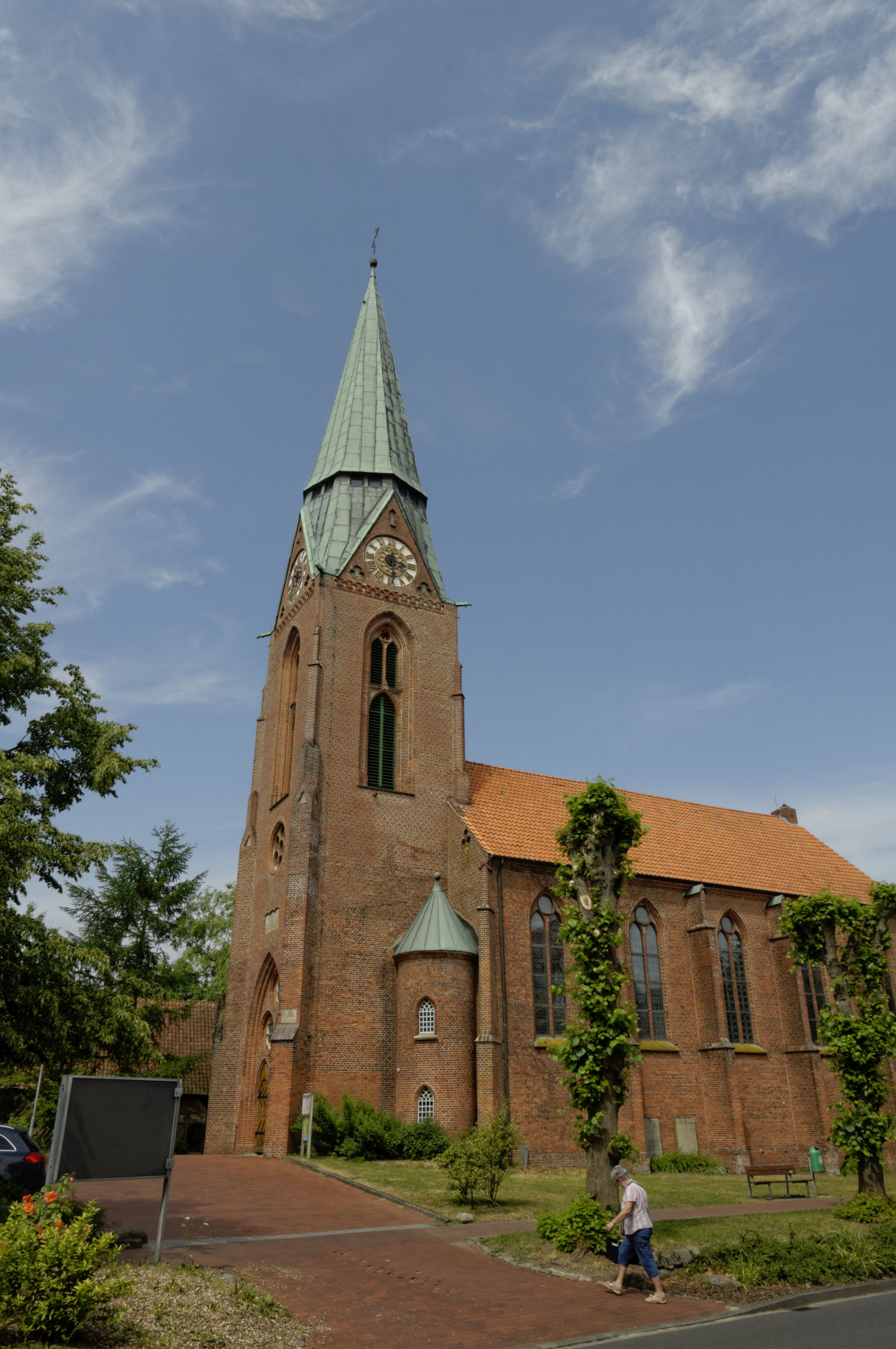
Evang.-lutherse Jacobikerk, Bad Bederkesa (1861)
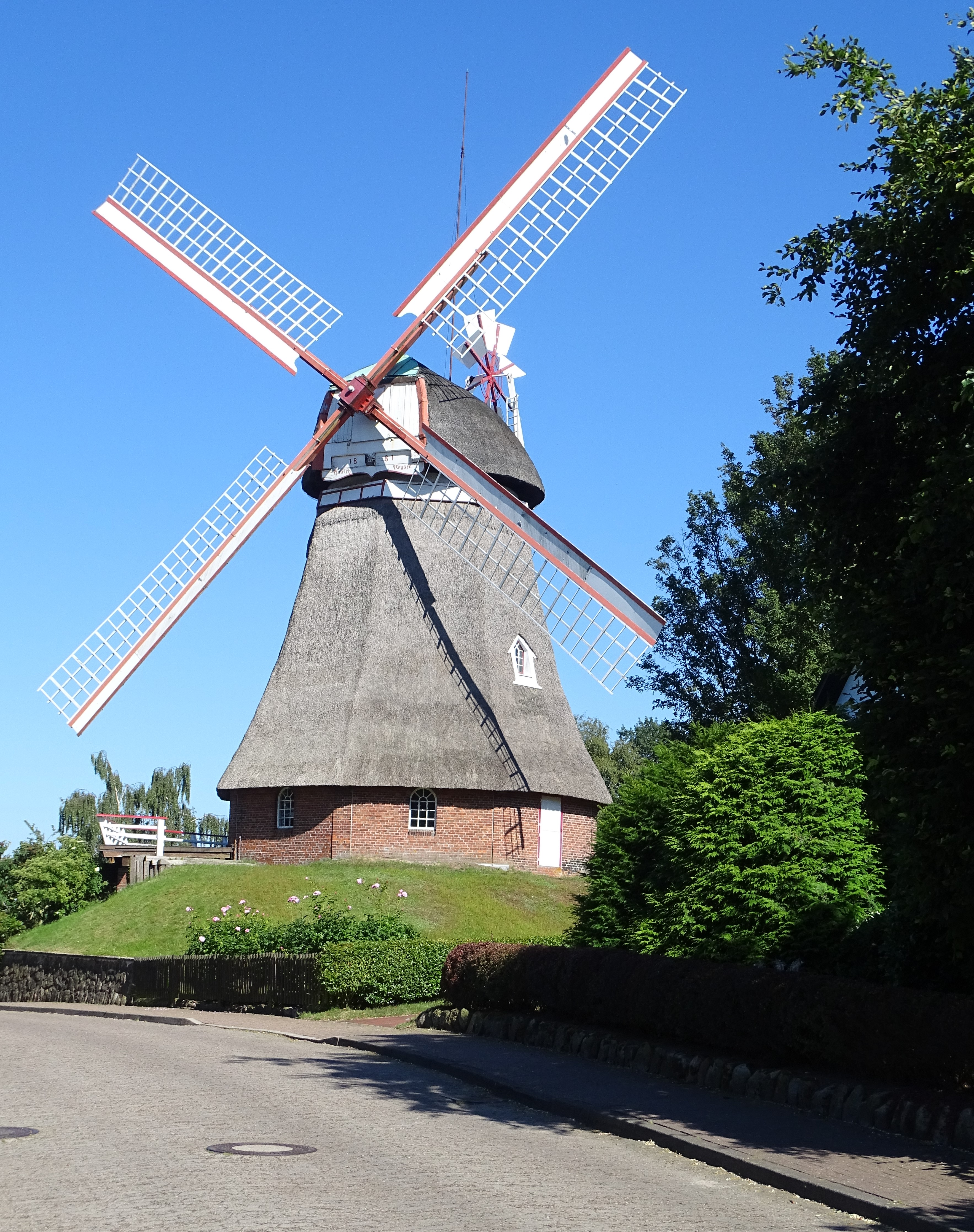
Windmolen (1881) te Bad Bederkesa
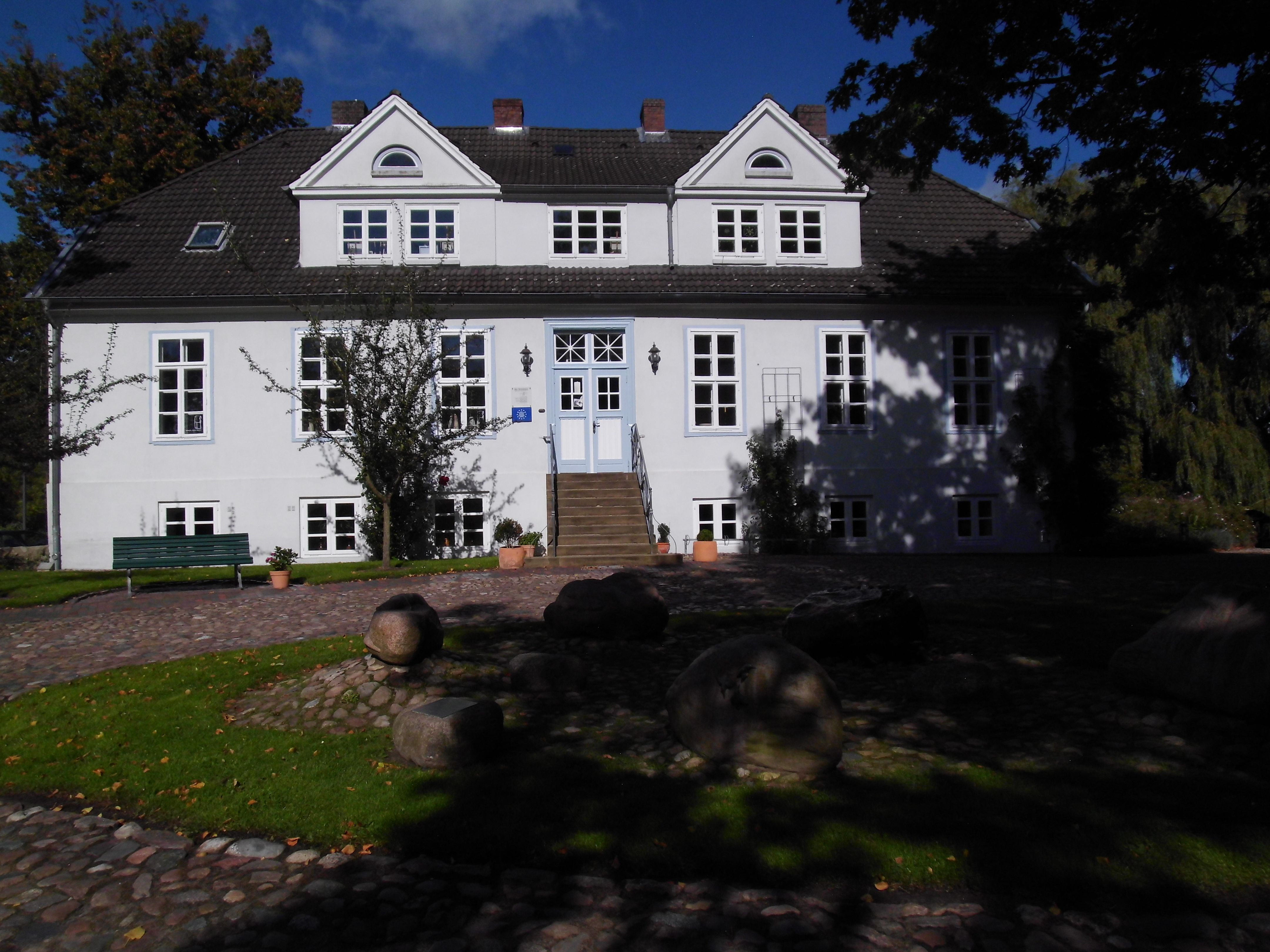
Amtshaus (v.m. boswachterijkantoor; cultureel centrum met restaurant en trouwlocatie; bouwjaar 1740) te Bad Bederkesa
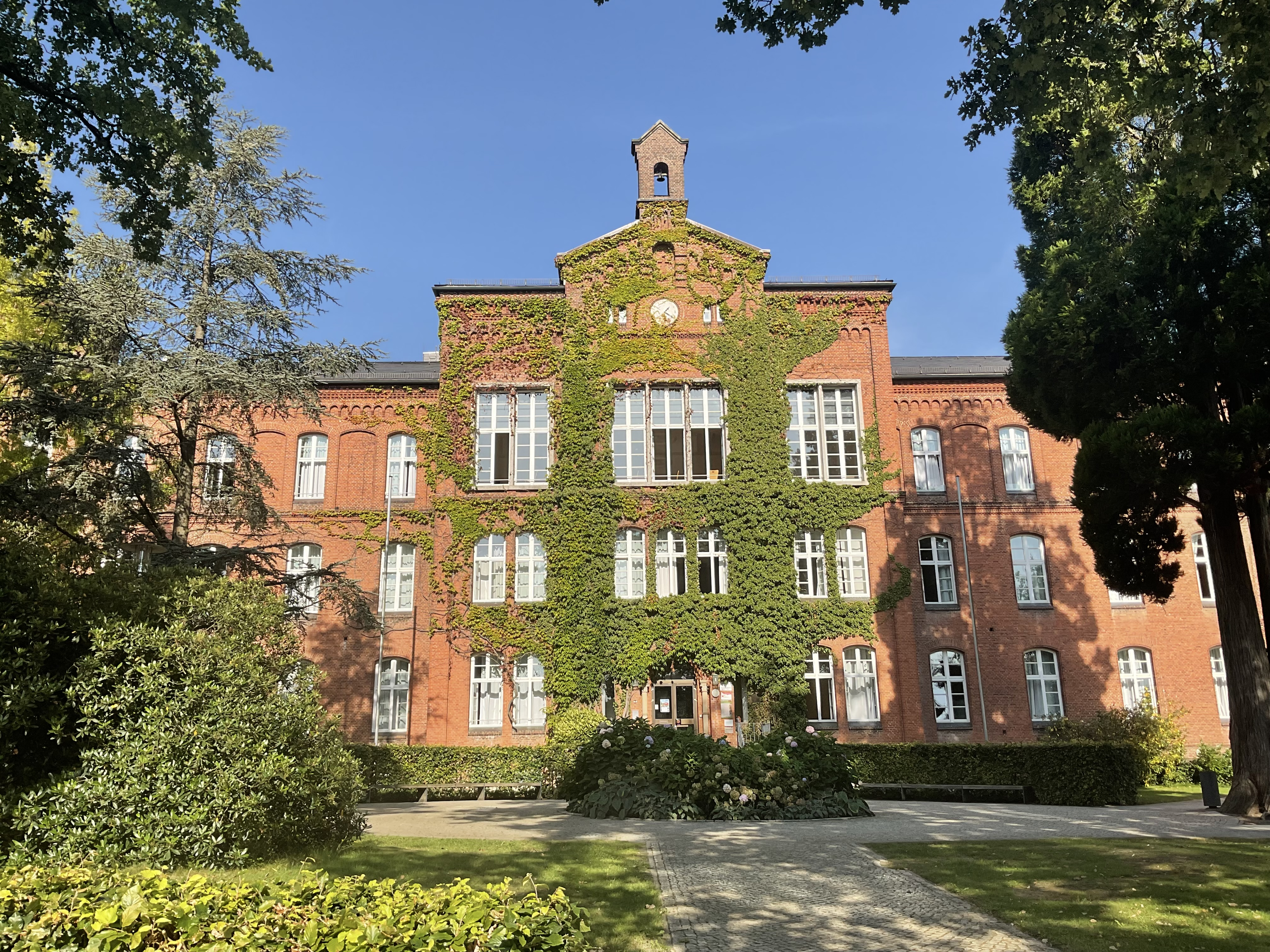
Monumentaal schoolgebouw (1876) te Bad Bederkesa
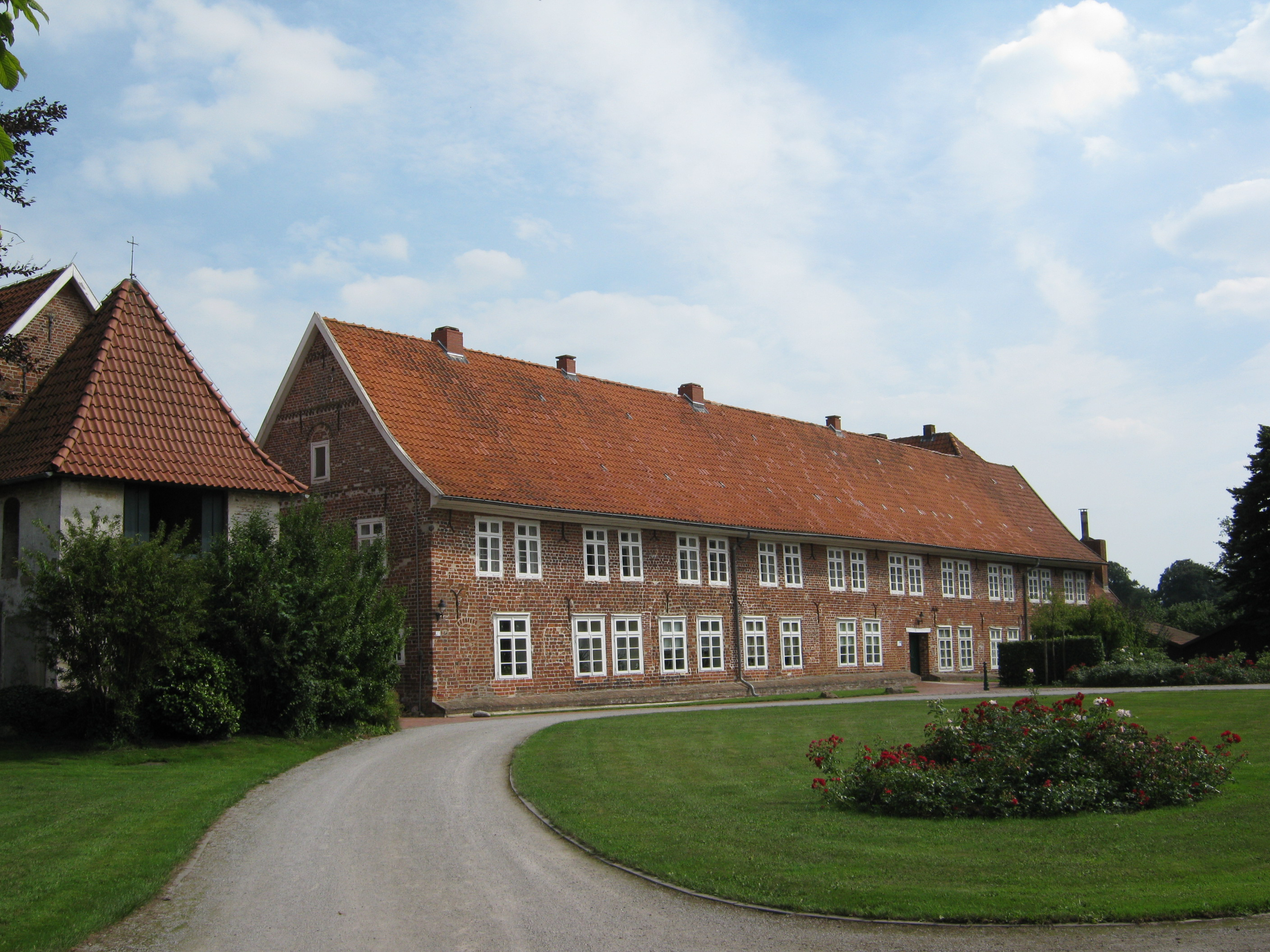
Gebouwen van het sticht te Neuenwalde (17e en 18e eeuw)
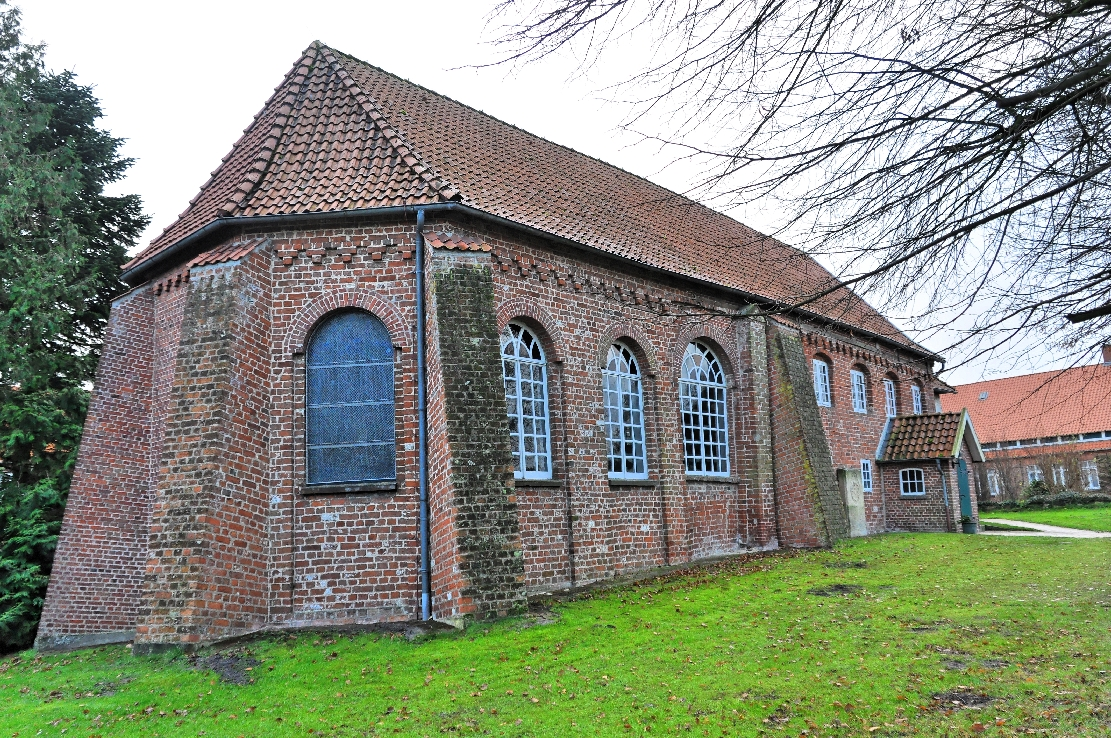
Dorpskerk Neuenwalde (1334)
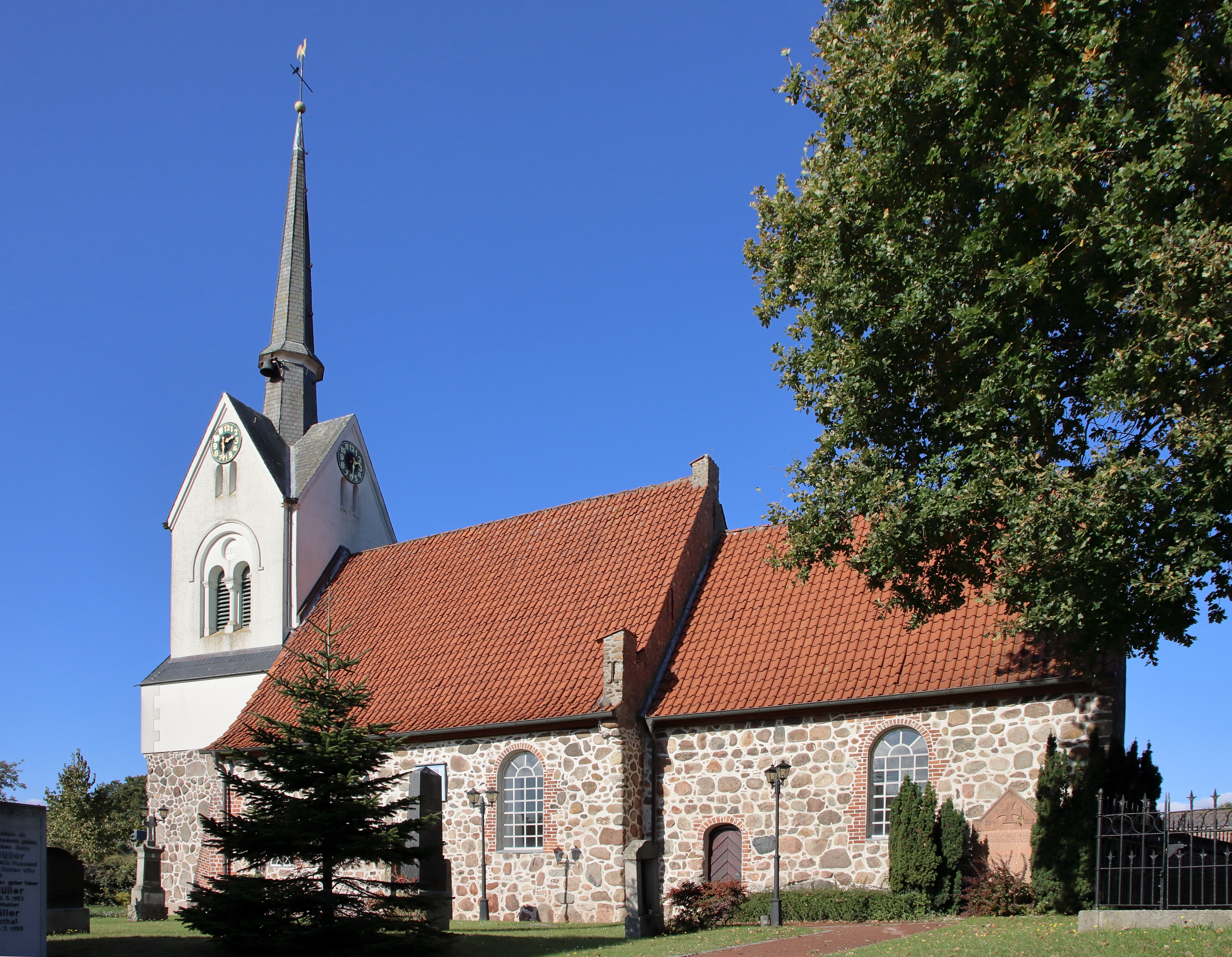
Evang.-geref. Jacobuskerk, Holßel (ten dele daterend van omstreeks 1200)
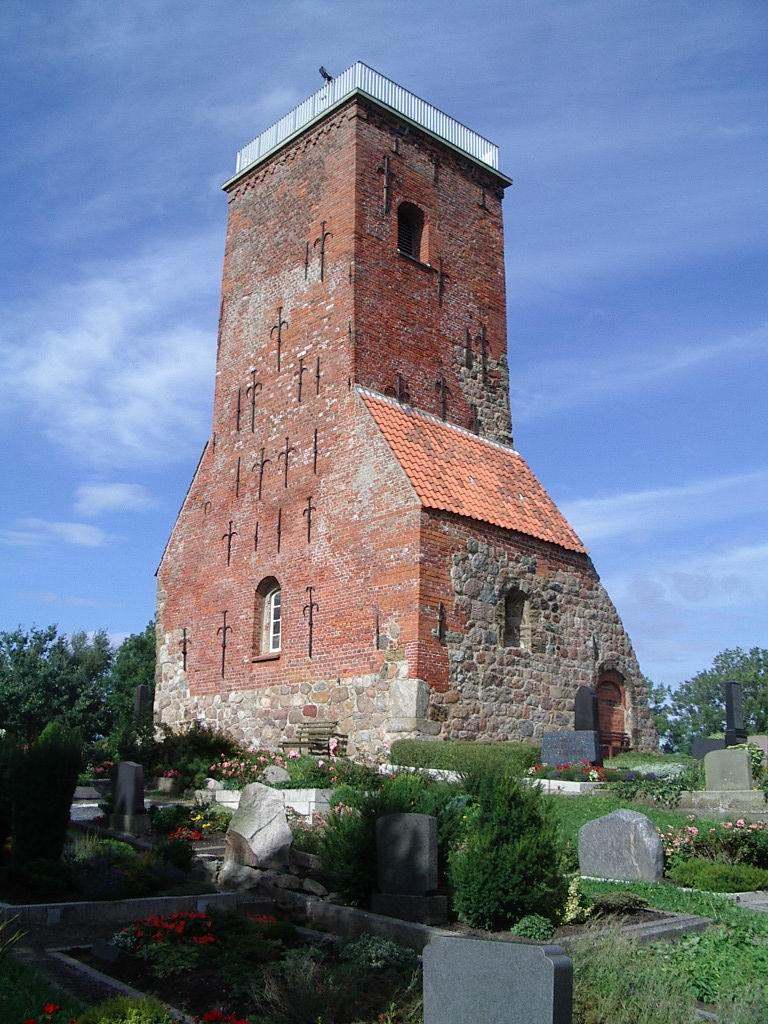
Imsum, kerkruïne Ochsenturm
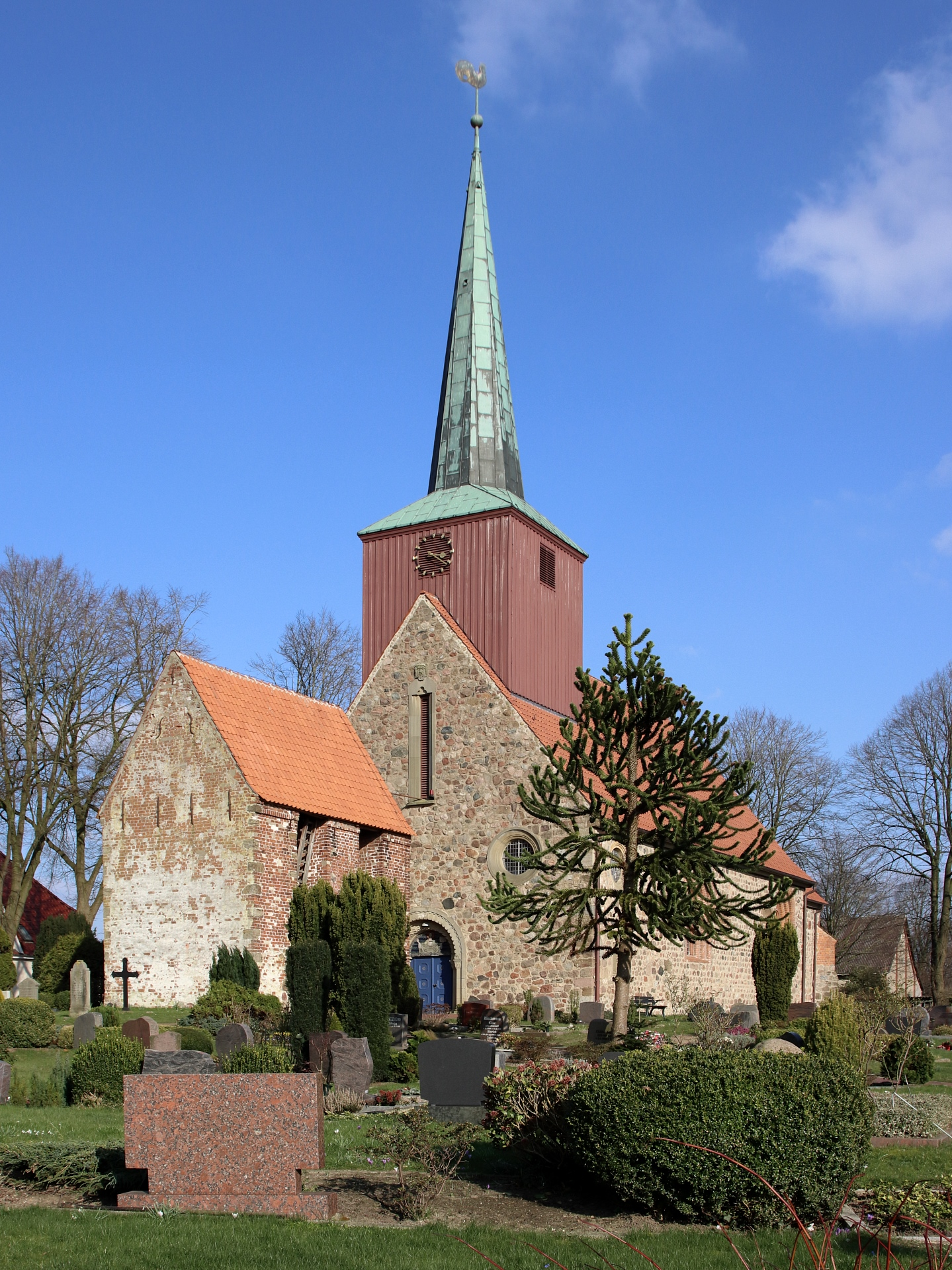
Evang.-lutherse Dionysiuskerk, Debstedt (ca. 1200; na brand in 1913 in originele stijl herbouwd)
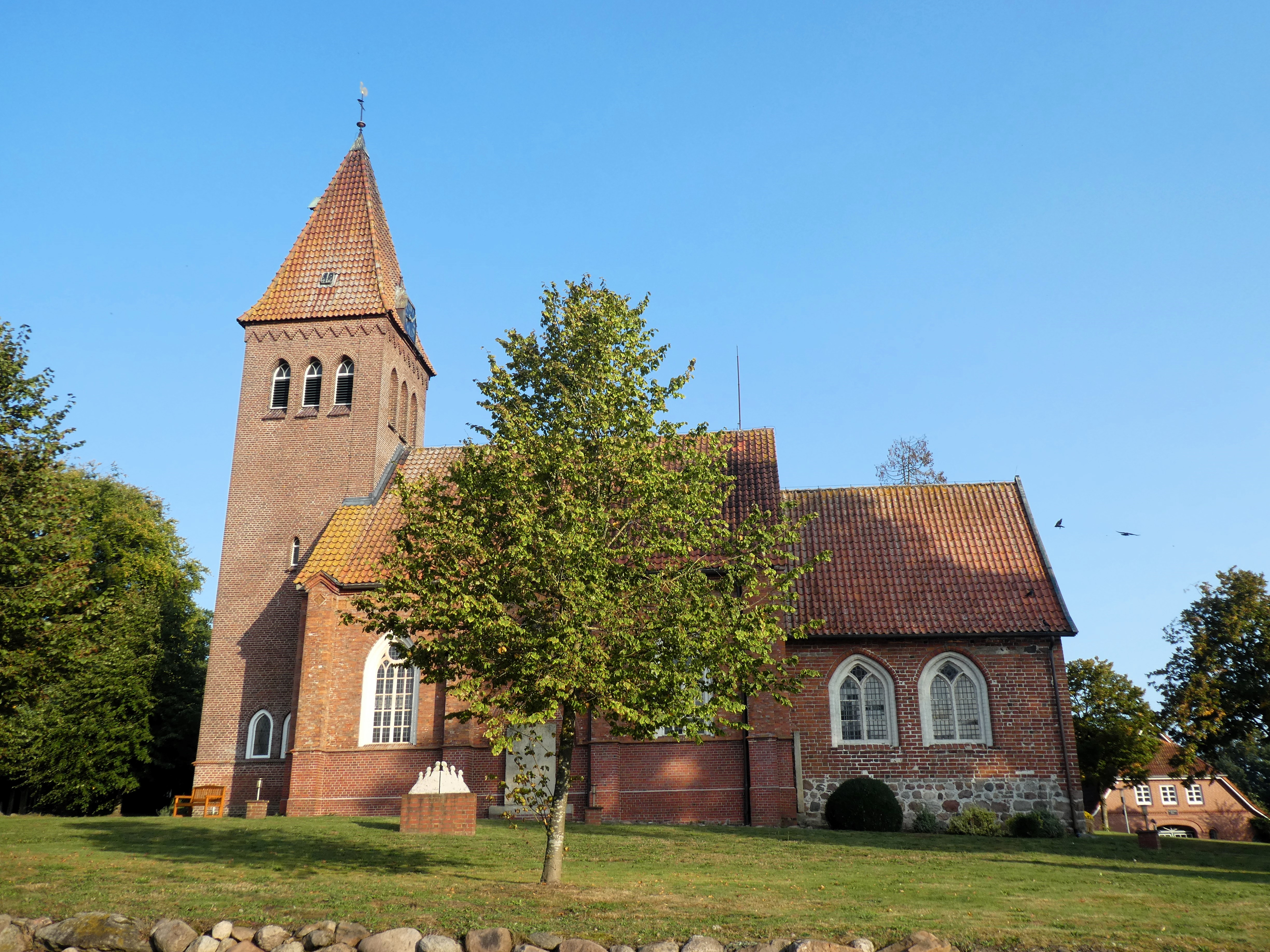
Evang.-lutherse Pauluskerk, Flögeln (13e-eeuws)
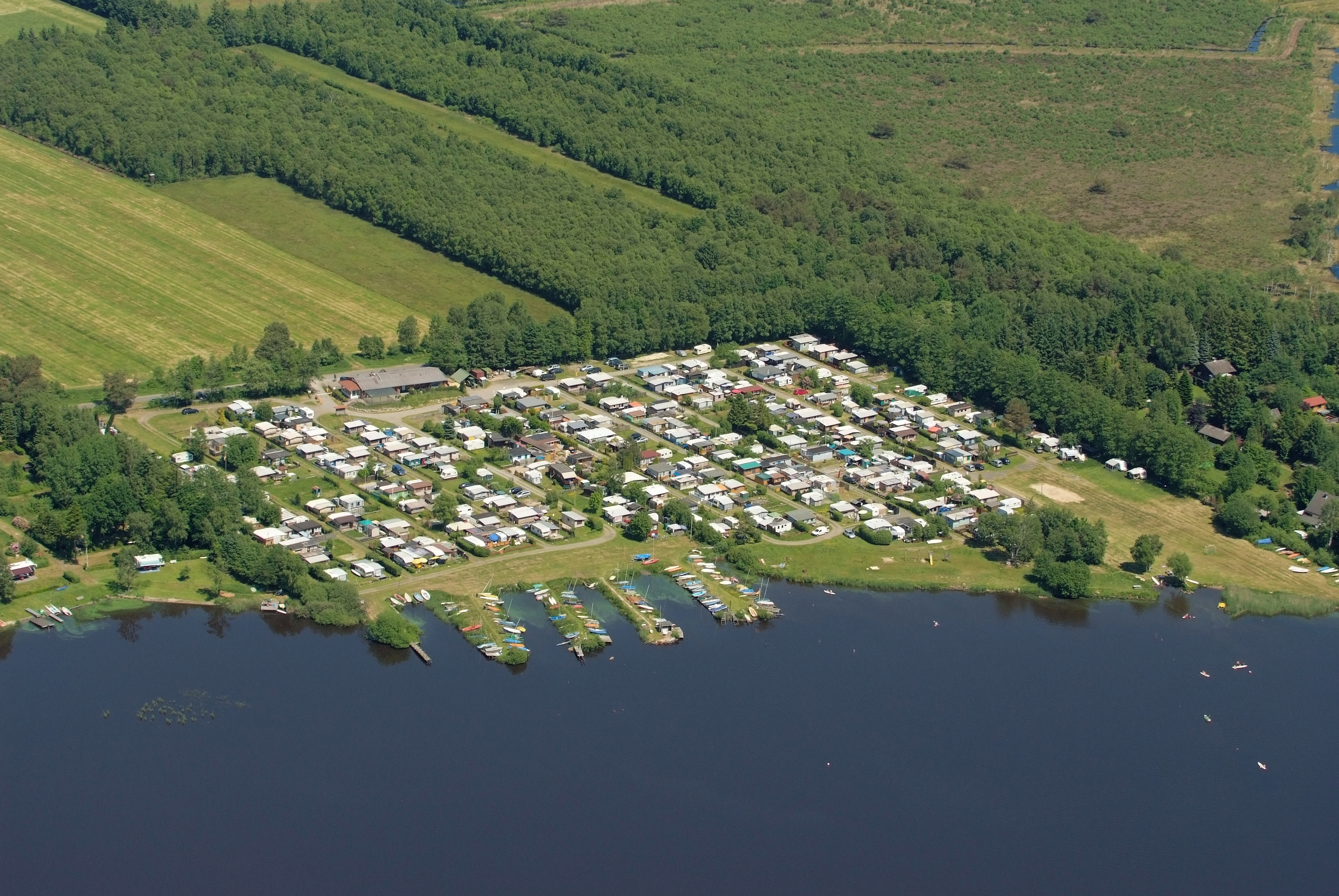
Camping aan het meer Flögelner See (2012)
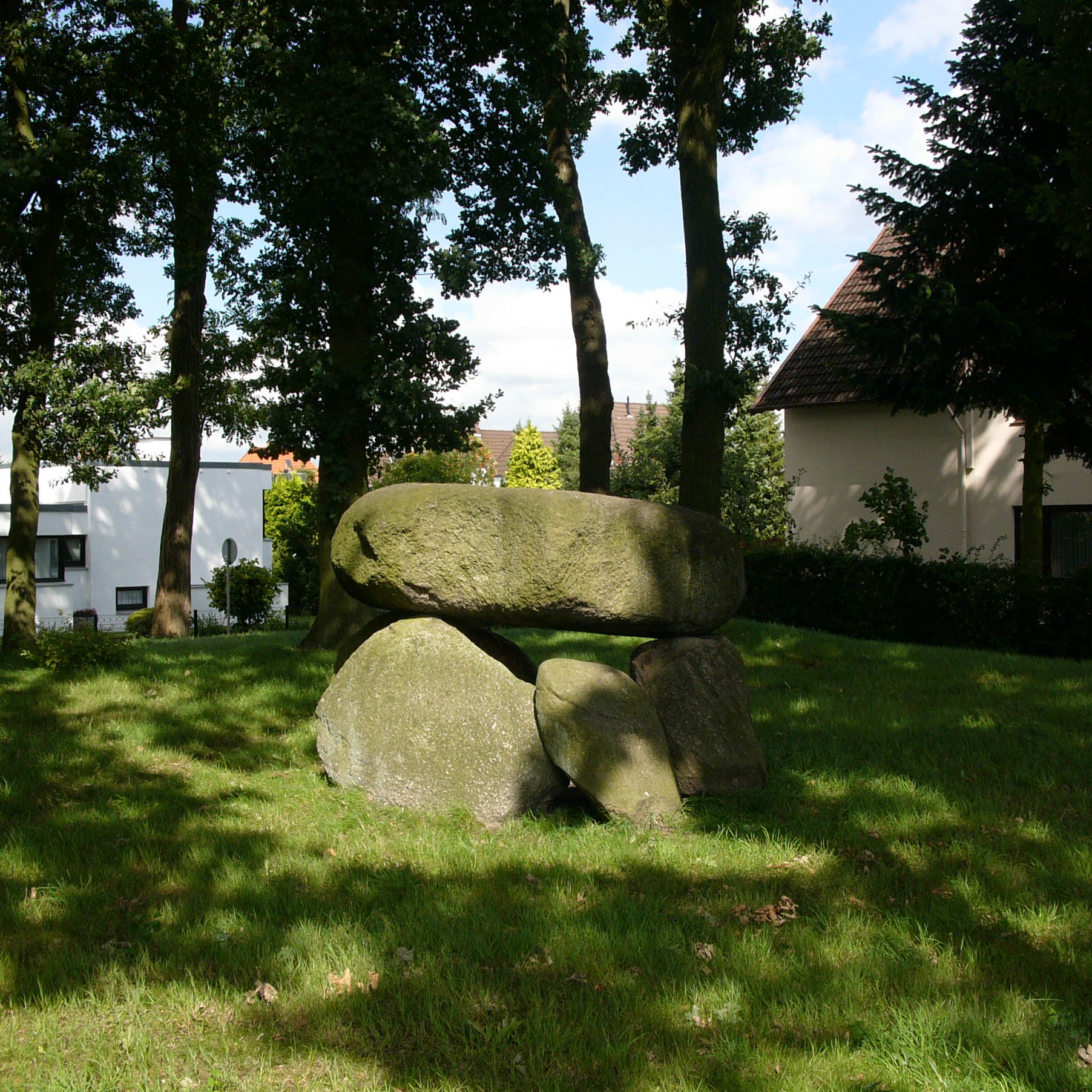
Hunebed te Langen
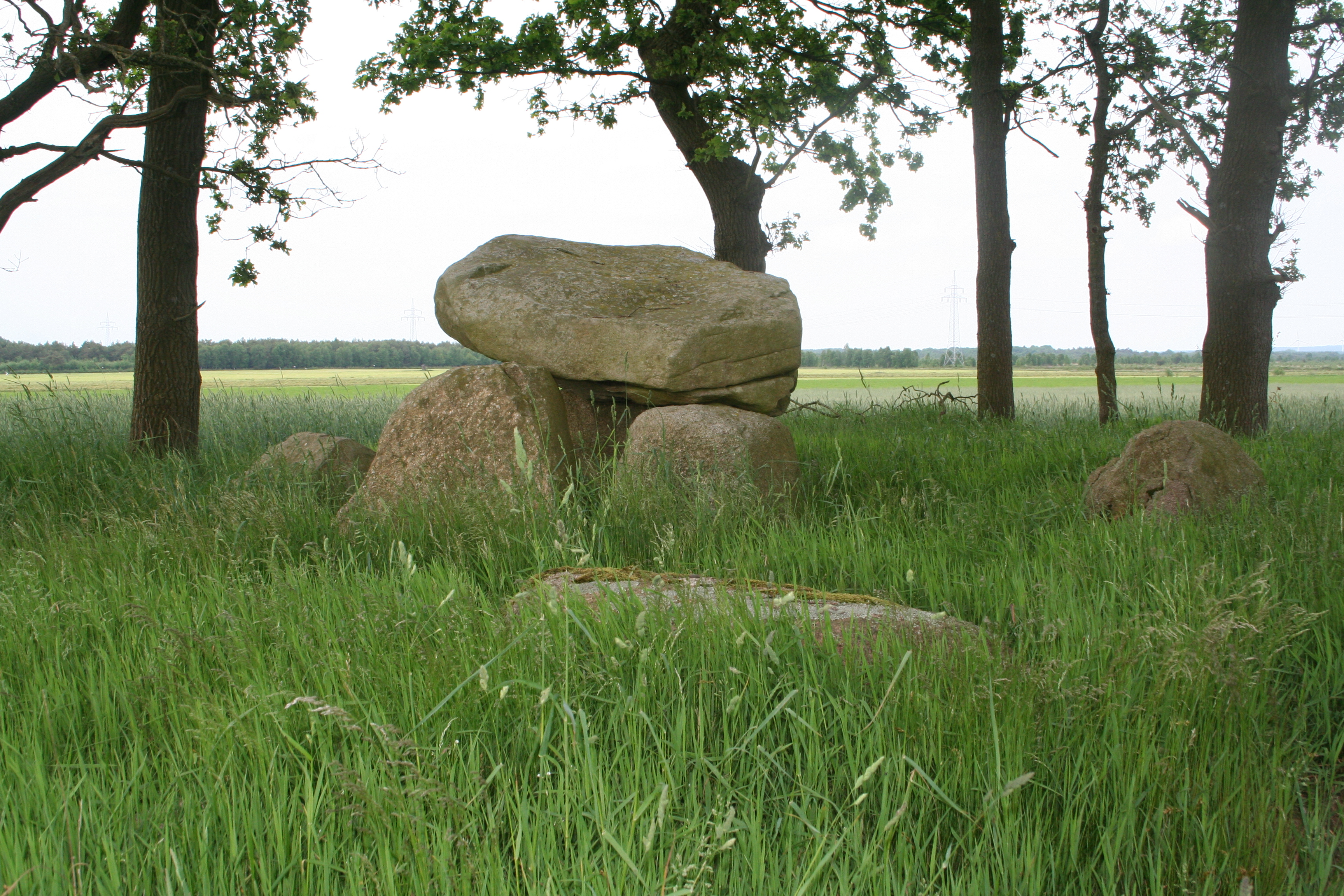
Großsteingrab Großenhain bij Lintig
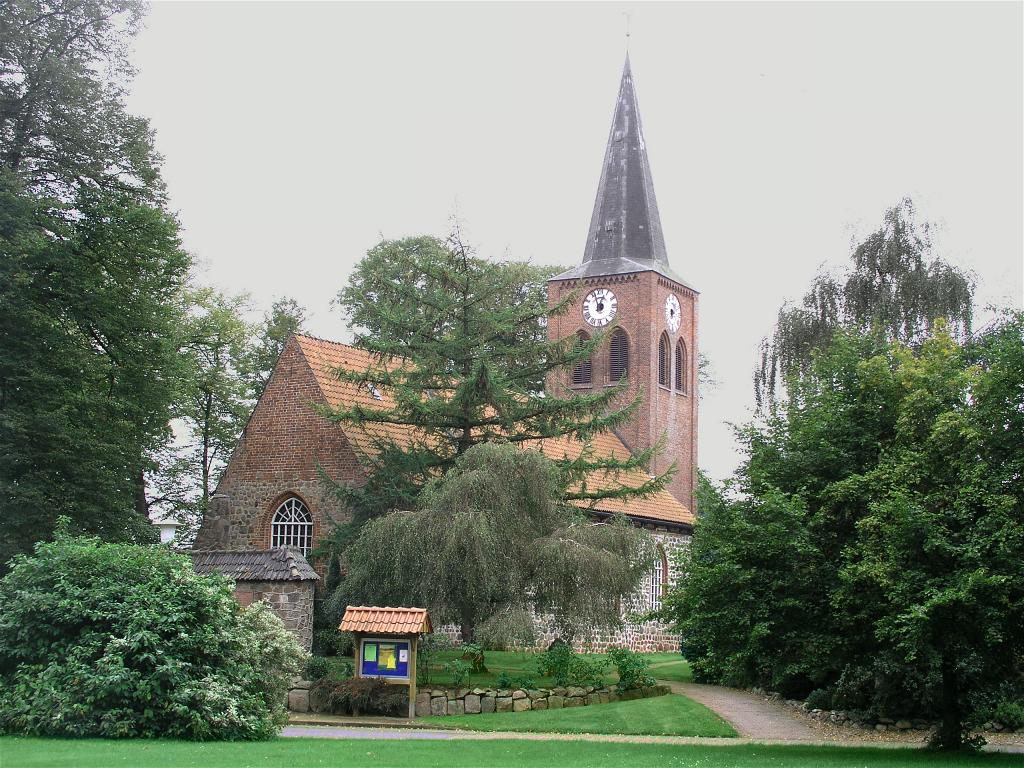
Fabianuskerk, Ringstedt
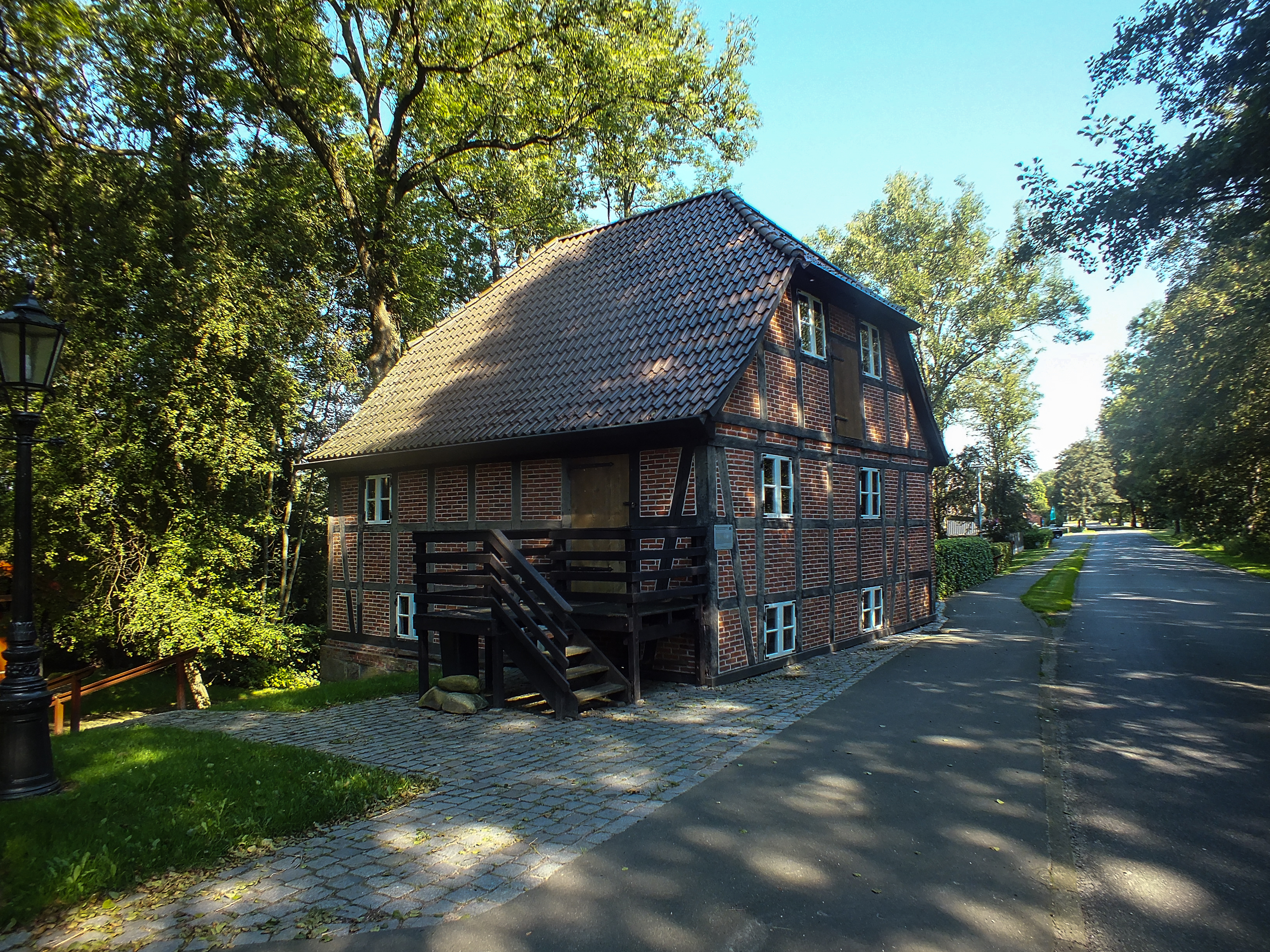
Watermolen van Hainmühlen bij Ringstedt (bouwjaar 1829; af en toe te bezichtigen; nog maalvaardig)

## Bekende personen

### Geboren
- Ina Müller (1965 te Köhlen), zangeres, cabaretière en talkshowhost
- Alligatoah (1989 te Langen), hiphopartiest

### Overigen
- Hans Aust (* 27 januari 1926 in Dornbusch; † 5 oktober 1984 in Bederkesa), de belangrijkste archeoloog in de regio in de periode 1960-1980
- David McAllister (Berlijn, 12 januari 1971), Duits politicus (CDU) en voormalig minister-president van de deelstaat Nedersaksen. Hij woont te Bad Bederkesa.